# Mohammed Hussain
Syed Mohammed Hussain (1 oktober 1911 - 28 februari 1977) was een Indiaas hockeyer. 
Hussain won met de Indiase ploeg de olympische gouden medaille in 1936.

## Resultaten
- 1936  Olympische Zomerspelen in Berlijn